# Zosterops citrinella
Zosterops citrinella là một loài chim trong họ Zosteropidae.